# Pitcairnia roseana
Pitcairnia roseana är en gräsväxtart som beskrevs av Lyman Bradford Smith. Pitcairnia roseana ingår i släktet Pitcairnia och familjen Bromeliaceae. Inga underarter finns listade i Catalogue of Life.